# Taylor Heise
 (mars 2025).
 (mars 2025).
Si vous disposez d'ouvrages ou d'articles de référence ou si vous connaissez des sites web de qualité traitant du thème abordé ici, merci de compléter l'article en donnant les références utiles à sa vérifiabilité et en les liant à la section « Notes et références ».
Taylor Heise (née le 17 mars 2000) est une joueuse de hockey sur glace professionnelle. Elle est membre de l'équipe des Frost du Minnesota de la Ligue professionnelle de hockey féminin.